# Schwarmstedt
Schwarmstedt település Németországban, azon belül Alsó-Szászország tartományban. Lakosainak száma 6032 fő (2023. december 31.).

## Népesség
A település népességének változása:
| Lakosok száma | 5607 | 5713 | 5721 | 5834 | 5994 | 6032 |
|               | 2016 | 2017 | 2019 | 2021 | 2022 | 2023 |